# Podůlší
Podůlší je obec v okrese Jičín v Královéhradeckém kraji. Žije zde 249 obyvatel. Prochází zde cyklotrasa číslo 4016 a Naučná stezka Bitva u Jičína.

## Poloha
Obec se nachází na východní straně kopce Brada, v nadmořské výšce kolem 345 metrů asi čtyři kilometry severně od města Jičín. Silnice z Jičína do Turnova ji dělí na dvě části – Horní Podůlší a Dolní Podůlší, ale vždy byla jednotnou obcí. Jihovýchodně od Dolního Podůlší je samota Luňáček, kde před postavením nové silnice do Turnova býval u staré formanské cesty zájezdní hostinec.

## Historie
První písemná zmínka o obci pochází z 3. září 1399, kdy Detřich z Podůlší prodal svůj dvůr a ves Kunešovi ze Sukorad. Z dalšího dochovaného zápisu z roku 1546 vyplývá, že Mikuláš Licek z Rýzmburka prodal kolem roku 1500 bradské panství Mikuláši Trčkovi z Lípy a Vlašimi, které připojil k panství Veliš. Jeho dědicové prodali v roce 1606 velišské panství Jindřichu Matyáši Thurnovi. Jičín a některé okolní vesnice včetně Podůlší byly připojeny ke kumburskému panství. V Podůlší během sedmnáctého století žili tři sedláci a pět chalupníků. Podle tereziánského katastru zde stálo v roce 1756 jedenáct domů. Všechny usedlosti tvořily dolní část obce s návsí. Mezi lety 1756 až 1788 byla postavena horní část obce a celkem zde bylo 26 domů a 163 obyvatel. V roce 1835 žilo v obci 237 obyvatel ve 30 domech. Byla zde postavena hospoda. V roce 1848 bylo v obci 41 domů a žilo zde 286 lidí. Během let se stavěly nové domy, ale chátrající byly zbourány, proto se počet domů na přelomu devatenáctého a dvacátého století skoro neměnil. V roce 1930 zde stélo 46 domů. V druhé polovině devatenáctého století žilo v obci nejvíce lidí v roce 1869 a to 297 obyvatel. V roce 1910 zde žilo 202 obyvatel.
Podůlší s okolními obcemi a městečky spojovala soustava vozových a úvozových cest. Počátkem devatenáctého století byla postavena síť císařských silnic. V rámci budování spojení obce s okolím, byly navrhovány různé varianty stavby silnice. V roce 1838 byla postavena silnice přes Kbelnici, Libuň a Újezd pod Troskami. Asfaltována byla až v roce 1937.

### Obecní škola
Do roku 1868 chodily děti do školy do obce Cidlina, poté byla postavena škola v sousední obci Jinolice. Místním učitelem byl v roce 1896 jmenován Josef Koldovský. Učil ve škole skoro třicet let a zasloužil se o kulturní rozvoj obou obcí. V roce 1910 založil Čtenářsko-ochotnický spolek Svatopluk Čech v Podůlší. Na druhý stupeň základní školy dojížděli žáci do roku 1976 do Železnice. V tomto roce byla škola pro nedostatek žáků v Jinolici zrušena a děti z obcí jezdily do školy v Jičíně. V původní školní budově vznikla mateřská škola.

### Dvacáté století
Na počátku století byla vybudována železniční trať Jičín – Turnov se zastávkou Jinolice. V roce 1905 byl v Podůlší založen Sbor dobrovolných hasičů, který je činný i v jednadvacátém století. V tomto období byl provozován v obci hostinec Na Jívě. Působil zde kovář, tři obuvníci, také krejčí. Od roku 1927 do roku 1946 zde byl otevřen obchod se smíšeným zbožím. Do roku 1961 zde byla i pekárna.

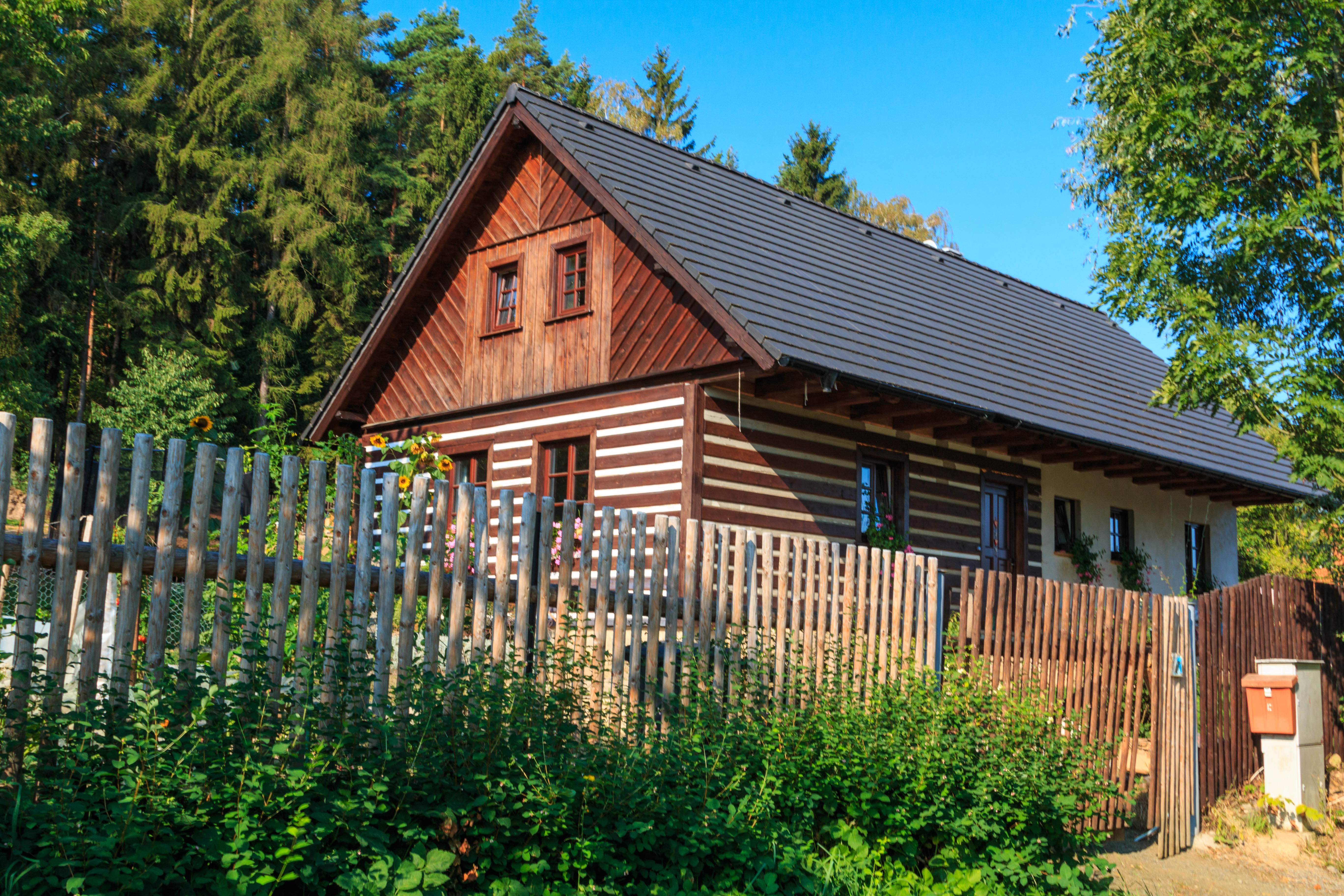
Horní Podůlší čp. 94

V roce 1951 bylo v obci založeno Jednotné zemědělské družstvo (JZD). Dne 1. července 1960 byly k Podůlší připojeny obce Brada-Rybníček, Dílce, Jinolice a Kbelnice. V roce 1972 se ke zdejšímu JZD připojilo JZD Cidlina a v roce 1975 připojením JZD Holín vzniklo JZD Český ráj se sídlem v Podůlší, o celkové výměře 1837 hektarů. Mezi lety 1971 až 1973 postavilo JZD bytový dům se šesti byty a do roku 1988 bylo postaveno šest rodinných domků. V rámci Bytového družstva Jičín byl postaven druhý bytový dům v roce 1992. V rámci rozšiřování bytového fondu města Jičína v roce 1986, byla postavena v Podůlší řada rodinných domů pro zájemce z Jičína.
Volby konané dne 24. listopadu 1990 rozdělily obce spojené v roce 1960. Brada-Rybníček, Dílce, Jinolice, Kbelnice a Podůlší se zase staly samostatnými obcemi.
V roce 1988 byl postaven nový obecní úřad. V objektu našla prostory i místní knihovna. Byly dokončeny práce na budovaném sportovním areálu.

## Obyvatelstvo
| Rok            | 1869 | 1880 | 1890 | 1900 | 1910 | 1921 | 1930 | 1950 | 1961 | 1970 | 1980 | 1991 | 2001 | 2011 | 2021 |
| -------------- | ---- | ---- | ---- | ---- | ---- | ---- | ---- | ---- | ---- | ---- | ---- | ---- | ---- | ---- | ---- |
| Počet obyvatel | 297  | 249  | 246  | 221  | 202  | 188  | 177  | 140  | 137  | 117  | 124  | 171  | 241  | 255  | 237  |
| Počet domů     | 41   | 41   | 42   | 43   | 45   | 44   | 46   | 44   | 42   | 39   | 40   | 71   | 87   | 94   | 96   |

## Obecní správa
V letech 1960–1990 k obci patřily Dílce, Jinolice a Kbelnice.

### Obecní symboly
Znak a vlajka byly obci uděleny rozhodnutím předsedy Poslanecké sněmovny Parlamentu České republiky dne 19. ledna 2007.

## Pamětihodnosti
- Socha Nejsvětější Trojice – je umístěna na návsi v Dolním Podluží směrem na Zámezí. Patří mezi monumentální díla kameníka Jana Zemana. Dokončil ji v roce 1846. Je zapsána ve státním seznamu památek pod číslem 1339.
- Pískovcový kříž – nejstarší památka v obci z roku 1838, autorem je také Jan Zeman (1795 – 1853). Čelní stěnu kříže zdobí reliéfní plastika sv. Panny Marie ve výklenku. Z původního místa byl přemístěn za hospodářské budovy čp. 2.
- Železný kříž – stojí před domem v Horním Podůlší čp. 18. Pískovcovou část vytvořil Josef Stuchlík z Jičína. Kříž pochází snad z konce devatenáctého století.
- Železný kříž nebo Ramešův – stojí blízko hostince Na Jívě. Podle místní kroniky byl postaven roku 1891 Arnoštem Ramešem, děkanem v Libuni.[13]

### Lidová architektura
V obci typicky zemědělské byla v devatenáctém století většina domů roubených. Chlévy byly postaveny z pískovcových kvádrů, buď jako „pokračování“ obytné části chalupy nebo stály samostatně. Přízemní domy měly sedlovou doškovou střechu. Ještě v roce 1923 zde stálo dvacet osm doškových roubenek z celkového počtu čtyřicet čtyři domů.

## Známé osobnosti narozené v obci
- Josef Vinklář (1930–2007), herec
- Josef Knap (1900–1973), spisovatel